# Iris Habib Elmasry
Iris Habib Elmasry (en arabe : إيريس حبيب المصري), né en 1910 ou 1918 et morte le 2 juillet 1994, est une historienne égyptienne copte.

## Biographie
Iris Habib Elmasry a été élevée dans une famille copte. Son père Habib Pacha El Masry était sénateur sous le roi Farouk et a contribué à la promulgation de la loi sur les impôts. Il était également secrétaire du conseil général de la Congrégation de l'Église copte orthodoxe. Elle avait deux frères, Amin (chirurgien mort en 1964) et Sami (directeur du bureau égyptien d'État pour le tourisme à Londres), et une sœur, Dora, qui a été mariée à Aziz El Masry.
Entre 1952 et 1954, elle a poursuivi ses recherches au Center for Advanced Judaic Studies de Philadelphie, et en 1955, s'est rendue à la National Gallery de Londres pour consulter des objets historiques et des documents. En 1954, le pape copte Cyrille VI l'a nommée déléguée féminine de l'église copte à la deuxième assemblée plénière du Conseil œcuménique des Églises à Evanston, aux États-Unis.
Elle a écrit l'histoire de l'Église copte du début de la chrétienté et jusqu'au XXe siècle. Entre 1955 et 1985, elle a enseigné l'histoire copte aux séminaires du Caire et d'Alexandrie et à l'Institut des études coptes.
Elle est décédée le samedi 2 juillet 1994.